# Kastell Rădăcinești

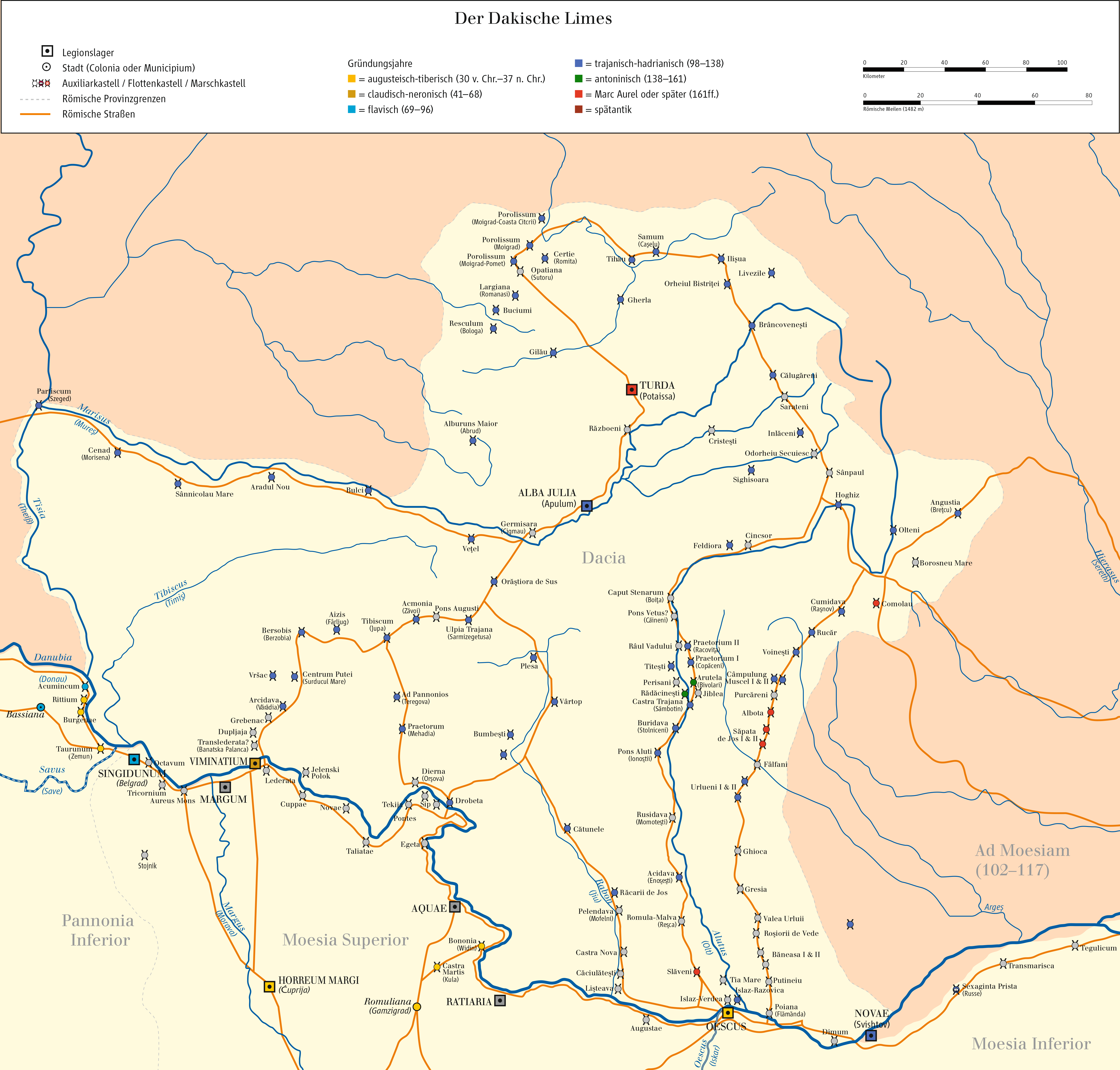
Kastell Rădăcinești im Verlauf der dakischen Limites

Das Kastell Rădăcinești ist ein ehemaliges römisches Hilfstruppenlager auf dem Gebiet des zur Gemeinde Berislăvești gehörenden Dorfes Rădăcinești im Kreis Vâlcea in der rumänischen Region Kleine Walachei. In antiker Zeit war es Bestandteil des Limes Alutanus und gehörte administrativ zur Provinz Dacia inferior, später zur Dacia Malvensis. Gemeinsam mit insgesamt 277 Stätten des Dakischen Limes wurde das Kastell Rădăcinești 2024 zum UNESCO-Weltkulturerbe erhoben.

## Lage
Das Kastell war eines von drei bisher bekannten Lagern (Kastell Rădăcinești, Kastell Perișani und Kastell Titești), die auf einer Strecke von insgesamt 15 km vom Olt (lat. Alutus) weg um acht bis zwölf Kilometer nach Osten vorgeschoben worden waren. Es war somit möglicherweise Bestandteil einer Vorverteidigungslinie vor dem Tal des Olt zum Schutz der darin verlaufenden, strategisch und wirtschaftlich bedeutsamen Fernstraße. Zudem führte in diesem Bereich eine Seitenstraße vom Olt aus kommend und in nordöstliche Richtung verlaufend ins Gebirge hinein. Möglicherweise oblag der Kastellbesatzung die Überwachung dieser potentiellen Einfallspforte in das Tal des Olt.
Im heutigen Siedlungsbild befindet sich das Bodendenkmal im nördlichen Teil des Dorfes in der Flur Cetate (Festung). Topographisch liegt es auf einem Bergsporn zwischen den Tälern der Bäche Tulburoasa und Vilceanca. Von dem ehemaligen Kastell sind heute im Gelände kaum noch Spuren zu sehen. Der größte Teil des Geländes wurde überbaut. Lediglich an der Nordostecke des Lagers haben sich noch einige Spuren erhalten.

## Archäologische Befunde
Archäologische Ausgrabungen fanden in den Jahren 1971 bis 1975 statt. Sie standen unter der Leitung von Cristian M. Vlădescu und Gheorghe Poenaru Bordea. Dabei konnten zumindest Teilbereiche des Kastells untersucht werden. Die Publikation der Ausgrabungsergebnisse erfolgte 1972.
Bei diesen Untersuchungen wurde eine einzelne Bauphase identifiziert. Dabei handelte es sich um ein Steinkastell mit rechteckigem (annähernd quadratischem) Grundriss bei Seitenlängen von 54,60 m mal 56,70 m, was einer bebauten Fläche von 0,31 ha entspricht. Das Kastell war mit seinen Seiten in die vier Himmelsrichtungen orientiert, wobei die Schmalseiten nach Norden und Süden wiesen. Umgeben war das Lager von einer 1,60 m mächtigen Mauer, die in der Technik des Opus incertum konstruiert worden war. Auf der Innenseite war die Mauer in Abständen von 3,10 m bis 4,00 m mit Strebepfeilern und darüber hinaus mit einem angeschütteten Erdwall verstärkt worden. Die Mauerkonstruktion besaß Ecktürme mit einem trapezförmigen Grundriss. Es konnten nur zwei Tore identifiziert werden, von denen dasjenige, das als Porta decumana (rückwärtiges Lagertor) angesprochen wurde, keine Türme besaß. Beide Tore hatten eine Durchfahrtsbreite von 3,40 m. Insgesamt drei Inschriften weisen auf das Jahr 138 als Konstruktionsdatum des Lagers, eine davon nennt den Namen der dort stationierten Einheit.
Südlich des Kastells erstreckte sich der Auxiliarvicus. Der Vicus war eine zivile Siedlung, die bei nahezu jedem römischen Militärlager anzutreffen ist und in der sich die Wohnquartiere der Angehörigen von Soldaten, der Veteranen, Handwerker, Händler, Schankwirte, Prostituierten und anderer Dienstleister befanden. Südöstlich des Lagers werden die Kastellthermen vermutet.

## Truppe
Stammeinheit des Kastells scheint eine Vexillatio, vermutlich eine Zenturie des Numerus Syrorum Sagittariorum gewesen zu sein, die aber nur durch einen einzigen Inschriftenfund bezeugt ist. Dieser Numerus war eine Einheit zu Fuß kämpfender Bogenschützen, deren Angehörige ursprünglich in der römischen Provinz Syria rekrutiert worden waren. Nach ihrem Abzug aus Dakien unter Septimius Severus diente diese Einheit in der Provinz Mauretania Caesariensis.

## Fundverbleib und Denkmalschutz
Die Aufbewahrung und Präsentation der Funde erfolgt im Muzeul Național de Istorie a României in Bukarest.
Die gesamte archäologische Stätte und im Speziellen das Kastell stehen nach dem 2001 verabschiedeten Gesetz Nr. 422/2001 als historische Denkmäler unter Schutz und sind mit dem LMI-Code VL-I-m-A-09566.02 in der nationalen Liste der historischen Monumente (Lista Monumentelor Istorice) eingetragen. Zuständig sind das Ministerium für Kultur und nationales Erbe (Ministerul Culturii și Patrimoniului Național), insbesondere das Generaldirektorat für nationales Kulturerbe, die Abteilung für bildende Kunst sowie die Nationale Kommission für historische Denkmäler sowie weitere, dem Ministerium untergeordnete Institutionen. Ungenehmigte Ausgrabungen sowie die Ausfuhr von antiken Gegenständen sind in Rumänien verboten.